# Powel House
La Powel House est un musée historique situé au 244 South 3rd Street, entre Willings Alley et Spruce Street, dans le pittoresque quartier de Society Hill à Philadelphie, en Pennsylvanie. Construite en 1765 dans un élégant style géorgien, cette maison a été embellie par son deuxième propriétaire, Samuel Powel, époux d'Elizabeth Willing Powel, qui lui a valu le titre de « plus belle maison mitoyenne géorgienne de la ville ». Bien que sa façade extérieure soit sobre et simple, l'intérieur est un véritable chef-d'œuvre d'aménagement, révélant le raffinement et le goût de l'époque.